# Руан Секо
Руан Фелипе Родригес де Соуза Круз (порт.-браз. Rwan Philipe Rodrigues de Souza Cruz; род. 20 мая 2001, Ресифи), более известный, как Руан Секо (порт.-браз. Rwan Seco) — бразильский футболист, нападающий клуба «Ботафого», выступающий на правах аренды за клуб MLS «Реал Солт-Лейк».

## Клубная карьера
Секо — воспитанник клуба «Сантос». 22 февраля 2022 года в матче Лиги Паулиста против «Сан-Паулу» он дебютировал за основной состав. 24 февраля в поединке Кубка Бразилии против «Салгейру» Руан забил свой первый гол за «Сантос». 6 мая в поединке Южноамериканского кубка против чилийского «Универсидад Католика» Секо отметился забитым мячом. 8 мая в матче против «Куябы» он дебютировал в бразильской Серии А.